# Skalinek wielki
Skalinek wielki, skalinek białoczelny (Petroica australis) – gatunek małego ptaka z rodziny skalinkowatych (Petroicidae). Jest gatunkiem endemicznym Nowej Zelandii – występuje na Wyspie Południowej i Wyspie Stewart.
Wyróżniono dwa podgatunki P. australis:
- P. australis australis – Wyspa Południowa.
- P. australis rakiura – Wyspa Stewart.

Do gatunku tego zaliczano także występujący na Wyspie Północnej i sąsiednich wysepkach takson longipes – został on jednak wyodrębniony do osobnego gatunku o nazwie skalinek plamisty (Petroica longipes).
Długość ciała 18 cm; masa ciała 33–47 g.
IUCN uznaje skalinka wielkiego za gatunek najmniejszej troski (LC – Least Concern). Trend liczebności populacji uznawany jest za spadkowy.